# Keřové patro
Keřové patro (E2) je jednotka horizontální struktury v ekosystémech. Do keřového patra jsou řazeny všechny dřeviny, jejichž výška v daném ekosystému je vyšší než 1 m a nižší než 5 m. Nejsou sem tedy řazeny případné byliny, které by dosahovaly výšky větší než 1 m (např. rákos, kopřiva). Tyto byliny se řadí do bylinného patra.
Pokryvnost keřového patra je ve většině porostů poměrně nízká. Výjimkou jsou: 
- křoviny, kam patří 
  - křoviny antropogenního původu – různé meze)
  - přirozené křoviny – vrbové křoviny na podmáčených stanovištích, xerofytní křoviny na suchých stanovištích
- mladé lesní monokultury

Keřové patro je významné především pro hnízdění ptáků.